# STL (filformat)
STL (förkortning av engelskans stereolithography) är ett filformat för tredimensionella modeller, troligen utvecklat av 3D Systems. STL har fått många backronymer, såsom Standard Triangle Language och Standard Tessellation Language. Filformatet stöds av ett stort antal mjukvaror för bland annat friformsframställning och Computer Aided Manufacturing.
STL-filer beskriver, till skillnad från många andra format, endast 3D-objektets ytgeometri men inte dess textur eller färg. Ytan beskrivs som ett nät av trianglar i ett tredimensionellt kartesiskt koordinatsystem. Alla mått anges relativt enhetsvektorn och skalan är därför godtycklig.
Samtliga STL-koordinater måste vara positiva. STL-formatet specificerar både ASCII- och binära representationer men binärfilerna är vanligare då de är mer kompakta.